# Juri Alexejewitsch Zurilo
Juri Alexejewitsch Zurilo (russisch Юрий Алексеевич Цурило, wiss. Transliteration Jurij Alekseevič Curilo; * 10. Dezember 1946 in Wjasniki, Oblast Wladimir, RSFSR, Sowjetunion) ist ein russischer Schauspieler.

## Leben
Zurilo wurde am 10. Dezember 1946 in Wjasniki geboren. Sein Vater wurde als Rumäne angegeben, war allerdings in Wirklichkeit ein „Zigeuner“, der während des Zweiten Weltkrieges in die damalige Sowjetunion flüchtete und Zurilos spätere Mutter heiratete. Nachdem sein Vater ins Gefängnis musste, wuchs er bei seiner Mutter und deren Mutter auf. Mit 14 Jahren besuchte er eine Abendschule und ging einem Beruf nach, da er für den Lebensunterhalt mit aufkommen musste. Er arbeitete unter anderem auf Baustellen und in einer Schmiede. 1973 schloss er die Theaterschule Jaroslawl mit einem Abschluss als „Dramatischer Theaterkünstler“ ab.
Zurilo ist verheiratet und Vater zweier Söhne (1969–2022 und * 1977). Seine Frau lernte er 1965 kennen und die beiden mussten beruflich bedingt häufig umziehen.
Als Theaterschauspieler wirkte er unter anderem an Stücken des Regionaltheaters Nowgorod und in Theatern in den Städten Gorki, Nowosibirsk und Norilsk mit. Seit 1993 gehört er dem Ensemble des Alexandrinski-Theaters in St. Petersburg an.
Seit Mitte der 1960er Jahre tritt er dazu regelmäßig als Fernseh- und Filmschauspieler in Erscheinung. 2010 verkörperte er die Rolle des Miron im Film Stille Seelen. Für seine dortigen Leistungen wurde er für den Europäischen Filmpreis 2011 nominiert. 2013 war er in Es ist schwer, ein Gott zu sein als Baron Pampa zu sehen. 2014 folgte die Rolle des Sotnik in Fürst der Dämonen. 2023 stellte er in allen 12 Episoden der Fernsehserie SSSR die Hauptrolle des Ivan Andreevich dar.
Ihm wurde die Medaille „Für die Stärkung der Militärischen Gemeinschaft“ des Verteidigungsministeriums der Russischen Föderation überreicht. Außerdem ist er einer der Gewinner der „Goldmedaille“ der St. Petersburger Verbandes der Filmpresse für die höchsten Leistungen im Bereich Kino im Jahr 2010 in der Kategorie „Bester Darsteller“.

## Filmografie (Auswahl)
- 1997: Jermak – Ein Kosakenataman erobert Sibirien (Ермак/Ermak, Fernsehserie, 5 Episoden)
- 1998: Khroustaliov, mein Wagen! (Хрусталёв, машину!/Khrustalyov, mashinu!)
- 2004: Countdown – Mission Terror (Личный номер/Lichnyy nomer)
- 2008: Dark Planet: The Inhabited Island (Обитаемый остров/Obitaemyy ostrov)
- 2009: The Priest (Поп/Pop)
- 2010: The Elephant (Слон/Slon)
- 2010: Stille Seelen (Овсянки/Ovsyanki)
- 2012: The Dragon Syndrome (Синдром дракона/Sindrom drakona, Fernsehserie, 12 Episoden)
- 2012: Alias Albanian (Псевдоним Албанец/Psevdonim «Albanets», Fernsehserie, 16 Episoden)
- 2013: Sherlock (Щелчок/Shchelchok, Kurzfilm)
- 2013: Es ist schwer, ein Gott zu sein (Трудно быть богом/Trudno byt bogom)
- 2014: Fürst der Dämonen (Вий/Viy)
- 2014: The Search (The Search)
- 2014: Durak – Der ehrliche Idiot (Дурак/Durak)
- 2017: Der letzte Ritter und das magische Schwert (Последний богатырь/Posledniy bogatyr)
- 2018: Rise of the Scythian (Скиф/Skif)
- 2021: Der letzte Ritter – Ein unfreiwilliger Held (Последний богатырь. Корень зла/Posledniy bogatyr. Koren zla)
- 2021: Dewjatajew (Девятаев/Dewjatajew)
- 2022: Crime Solving for Beginners (Miniserie, 3 Episoden)
- 2023: SSSR (СССР/SSSR, Fernsehserie, 12 Episoden)